# Eliseu Climent
Eliseu Climent  Corberá (Llombay (Valencia); 1940) es un promotor cultural y empresario editorial español de ideología pancatalanista.

## Biografía
Estudió Derecho en la Universidad de Valencia. En la década de los sesenta inició sus primeras publicaciones desde el ámbito universitario con las revistas Diàleg (1960) y Concret (1962). Su hito más importante fue, sin embargo, la fundación de Edicions Tres i Quatre en 1968, íntegramente dedicada al libro en catalán y con más de 500 títulos publicados en la actualidad. En 1972, Tres i Quatre creó los Premios Octubre, unos certámenes literarios que en la actualidad constan de cinco categorías y se han entregado ininterrumpidamente desde entonces.
Climent participó activamente en la política valenciana durante el tardofranquismo, militando en el nacionalismo de izquierdas (fue uno de los fundadores del Partido Socialista Valenciano, precursor del PSPV-PSOE) y la transición, siendo uno de los redactores principales del denominado Estatuto de Elche (octubre de 1975), un proyecto nacionalista de autonomía para la Comunidad Valenciana, elaborado por intelectuales no pertenecientes a partidos políticos en el que se proponía, entre otros, la oficialidad el catalán en todas las comarcas; la posibilidad de mancomunar el País Valenciano con Cataluña y Baleares, si así lo decidiese el parlamento valenciano y se ratificase mediante referéndum; o la posibilidad de que las comarcas castellanohablantes se integrasen en comunidades autónomas circundantes si así se solicitaba desde los ayuntamientos y se aprobaba en plebiscito.

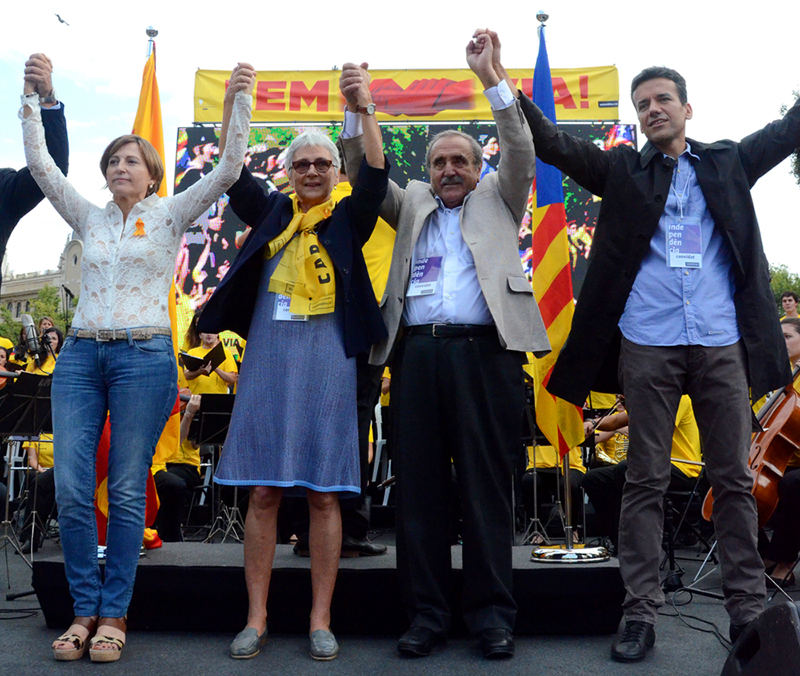
Eliseu Climent junto con Carme Forcadell y Muriel Casals en una manifestación independentista en Barcelona

Paralelamente a su actividad política, prosiguió con su labor de promotor cultural y editor. Su compromiso con la cultura y la lengua catalanas queda patente al participar en la fundación de la entidad  pancatalanista Acció Cultural del País Valencià (ACPV) en 1978, una institución que se declara ideológicamente independiente para el estudio, defensa y promoción del patrimonio cultural, artístico y natural de la Comunidad Valenciana en  España, de la que Joan Fuster fue su primer presidente (Climent fue secretario general desde su fundación y presidente desde 1999). Posteriormente, en 1984 comenzó a publicar la revista de orientación catalanista e independentista El Temps. Otras actividades de promoción cultural a destacar son la campaña Any del Tirant (1990) con motivo del quinto centenario de la publicación de la novela Tirant lo Blanc, la recuperación de la revista fallera Pensat i Fet (1995) que se había editado entre 1912 y 1972 o la creación del Centro de Cultura Contemporánea Octubre (2006). En la actualidad, además del cargo en ACPV, es miembro fundador de la Fundación Josep Renau que custodia y difunde la obra artística del cartelismo de Josep Renau, es presidente de la Fundación Ausiás March y de la Institución Cívica de Pensamiento Joan Fuster, plataforma que pretende impulsar una mayor articulación del mundo económico, cultural, académico y profesional de la Comunidad Valenciana y los territorios de habla catalana.

## Reconocimientos
En 1989 fue galardonado con el Premio de Honor de la Fundación Jaime I por su contribución al desarrollo de la lengua y la cultura catalanas. También recibió los premios Albert Viladot (1993), Canigó (1995), Nacional de Cultura de la Generalidad de Cataluña (1999), Memorial Juan XXIII por la Paz 1999 (2000) y de la Associació de Publicacions Periòdiques en Català (APPEC) en 2003.
En el año 2012 le fue concedida la Medalla de Honor de la Xarxa Vives d'Universitats.

## Críticas
Las actividades y posicionamientos de Eliseu Climent resultan polémicas para los sectores valencianos que lo identifican como pancatalanistas (en tal sentido ha sido calificado de "ideólogo del pancatalanismo valenciano" por el diario ABC).
Uno de los argumentos recurrentes de las críticas que recibe se refiere al modo en el que manifiesta las actividades que promueve así como las entidades que preside (ACPV) o de las que es propietario (Tres i Quatre o El Temps). Así, algunos medios de comunicación han publicado informaciones haciendo referencia al importe de las subvenciones que le han sido otorgadas a entidades con las que está relacionado por parte de la Generalidad de Cataluña. Por ejemplo, el Diari de Girona publicó que, en dos años, el Gobierno catalán había concedido cerca de 1,2 millones de euros a entidades vinculadas a Climent, alcanzando dichas subvenciones una cifra total de 10 millones de euros en el periodo 2003-2008. Esta información fue posteriormente reproducida por el diario valenciano Levante-EMV.
Ante esa serie de artículos, los presidentes de las instituciones mencionadas declararon que las cifras eran su mayoría incorrectas o estaban computadas de forma errónea, que Eliseu Climent no subvenciones a título personal, que las subvenciones se realizaban de forma pública y transparente, al estar publicadas en los diarios oficiales correspondientes, y por último, que en primera instancia las entidades relacionadas con Climent siempre se habían dirigido a la Generalidad Valenciana para obtener financiación, recurriendo a su homóloga catalana cuando ésta les había contestado de forma negativa.